# Monument voor de bemanning van de Lancaster ED810
Monument ter nagedachtenis van de slachtoffers van de vliegtuigcrash Lancaster III ED810 VN-Z van het 50ste squadron RAF, op 15 juni 1943 neergehaald door de Duitse nachtjager Rudolf Frank. Het toestel stortte te pletter op terugweg van zijn missie in het Laar te Ekeren. Deze bommenwerper  was opgestegen in Skellingthorpe, Lincolnshire met als doel de Duitse stad Oberhausen te bombarderen.
Het kunstwerk AVRO LANCASTER WING, van de Ekerse kunstenaar Stef Van Eyck werd ingehuldigd op 17 juni 2016 in aanwezigheid van de Britse ambassadeur Alison Rose. Het stelt een vernietigde vliegtuigvleugel voor met zeven fragmenten die staan voor elk overleden bemanningslid.
Het monument in cortenstaal staat op ongeveer 100 meter van de plaats waar het vliegtuig effectief neerstortte.

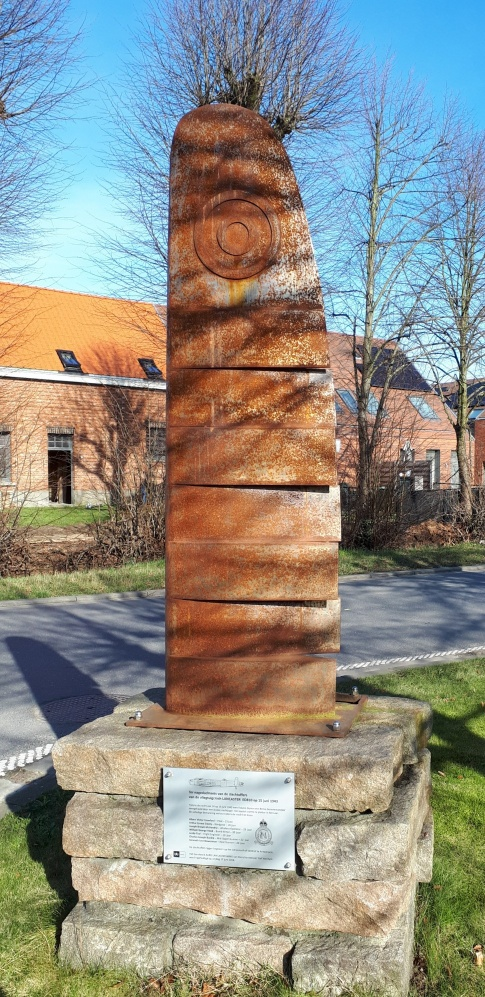
Monument ter nagedachtenis bemanning Lancaster ED810

De volledige bemanning kwam tijdens de crash om het leven.
De bemanning bestond uit:
- Albert Victor Crawford, piloot, 21 jaar
- Arthur Ernest Davey, navigator, 26 jaar
- Joseph Brown McHendry, radio operator, 25 jaar
- William George Reed, bomrichter, 20 jaar
- Leslie Toal, vluchttechnicus, 29 jaar
- Charles Joseph Buckle, boordschutter, 22 jaar
- Kenneth Ivor Bowerman, boordschutter, 20 jaar

De bemanningsleden werden begraven op begraafplaats Schoonselhof in Antwerpen.
Het monument staat in de bocht van Laar (ter hoogte van de Wielseweg), in Ekeren-Donk, Antwerpen (51.2685629,4.4411756,19.37z).